# Ozren (Sarajevo)
Ozren (serbokroatisch-kyrillisch Озрен) ist ein Mittelgebirge im Zentrum von Bosnien und Herzegowina. Es befindet sich nordöstlich von Sarajevo an der innerbosnischen Entitätengrenze zwischen der Föderation und der Republika Srpska. Das Ozren-Gebirge erhebt sich bis auf 1453 m.